# Cougar Town
Cougar Town (auch bekannt als Cougar Town – 40 ist das neue 20) ist eine US-amerikanische Fernsehserie, die von September 2009 bis Mai 2012 auf ABC ausgestrahlt wurde. Mit der vierten Staffel wechselte die Serie im Frühjahr 2013 zum Kabelsender TBS. Die Sitcom erzählt von den Höhen und Tiefen im Leben einer kurz zuvor geschiedenen 40-jährigen Frau und ihrer Freunde.
Im Mai 2014 verlängerte TBS die Serie um eine sechste und letzte Staffel.

## Handlung
Die Serie spielt im fiktiven Ort Gulf Haven im Sarasota County. Jules Cobb, die von Beruf Immobilienmaklerin ist, ist von ihrem Ex-Mann Bobby getrennt und kümmert sich allein um ihren knapp 18-jährigen Sohn Travis. Sie muss nun jedoch feststellen, dass ihre Jugend vorüber ist, sie diese an Ehe und Kind verloren hat, und beschließt, diese nachzuholen. Unterstützung findet sie dabei in ihrer extrovertierten jüngeren Arbeitskollegin Laurie Keller, die sie auf Partys und in Diskotheken mitnimmt. Laurie ist eine promiskuitive Mitt-Twen, die einerseits ihren Lebensstil liebt, andererseits eine Beziehung mit dem reichen und sympathischen Smith Frank beginnt, in den sie sich entgegen ihrer vermeintlichen Natur verliebt. Anfangs lernt Jules bei den Ausflügen mit Laurie mehrfach jüngere Männer kennen, doch weder Beziehungen noch One-Night-Stands können ihre Sehnsüchte nach Geborgenheit befriedigen. Travis sind die Bemühungen seiner Mutter, wieder jung zu sein, peinlich.
Zweiter Gegenpol ist Jules’ Nachbarin und Freundin Ellie Torres, die mit dem kubanischstämmigen Geschäftsmann Andy Torres, der seinerseits Bobby Cobb zutiefst verehrt, verheiratet ist. Ellie und Andy sind zu Beginn der Serie noch frische, wenngleich späte, Eltern geworden. Ellie möchte Jules dabei helfen, ihr Alter zu akzeptieren. Auch hier sind Komplikationen und Schwierigkeiten vorprogrammiert. Jules’ negatives „Vorbild“ in Sachen Romanzen ist ihr Nachbar von Gegenüber, Grayson Ellis, der, auch schon knapp 40, Romanzen mit jüngeren Frauen hat. Grayson ist eher ruhig, er schließt sich später dem Freundeskreis an. Zwischen Jules und Grayson knistert es gewaltig, gegen Ende der ersten Staffel werden sie ein Paar, was Bobby zu schaffen macht, der seine Ex-Frau noch liebt, andererseits ihr und seinem Freund Grayson aber nur das Beste wünscht.

## Besetzung und Synchronisation

### Hauptfiguren
| Rolle                    | Schauspieler   | Hauptrolle (Staffel) | Nebenrolle (Staffel) | Synchronsprecher |
| ------------------------ | -------------- | -------------------- | -------------------- | ---------------- |
| Julia Kiki „Jules“ Cobb  | Courteney Cox  | 1–6                  |                      | Andrea Aust      |
| Elisabeth „Ellie“ Torres | Christa Miller | 1–6                  |                      | Cathlen Gawlich  |
| Laurie Keller            | Busy Philipps  | 1–6                  |                      | Melanie Hinze    |
| Robert „Bobby“ Cobb      | Brian Van Holt | 1–5                  | 6                    | Viktor Neumann   |
| Travis Cobb              | Dan Byrd       | 1–6                  |                      | David Turba      |
| Andy Torres              | Ian Gomez      | 1–6                  |                      | Olaf Reichmann   |
| Grayson Ellis            | Josh Hopkins   | 1–6                  |                      | Johannes Berenz  |

### Nebenfiguren
| Rolle                | Schauspieler     | Staffel | Synchronsprecher         |
| -------------------- | ---------------- | ------- | ------------------------ |
| Barbara „Barb“ Coman | Carolyn Hennesy  | 1–6     | Heike Schroetter         |
| Chick                | Ken Jenkins      | 2–6     | Friedrich Georg Beckhaus |
| Smith Frank          | Ryan Devlin      | 1–6     | Julius Jellinek          |
| Kevin                | LaMarcus Tinker  | 1–6     | Imtiaz Haque             |
| Tom Gazelian         | Robert Clendenin | 1–6     | Hans Hohlbein            |
| Roger Frank          | Barry Bostwick   | 1–6     | Bodo Wolf                |
| Kirsten              | Collette Wolfe   | 2       | Maria Koschny            |
| Jeff                 | Scott Foley      | 1       | Till Endemann            |
| Josh                 | Nick Zano        | 1       | Dennis Schmidt-Foß       |
| Kylie                | Spencer Locke    | 1–2     | Julia Stoepel            |
| Angie LeClaire       | Sarah Chalke     | 3       | Ranja Bonalana           |
| Riggs                | Maria Thayer     | 4       | -                        |

### Gastauftritte
- Lisa Kudrow (Folge 1x11) als Dr. Amy Evans
- Sheryl Crow (Folgen 1x18, 1x19 & 1x20) als Sara
- Jennifer Aniston (Folge 2x01) als Glenn
- Lou Diamond Phillips (Folge 2x18, 2x20) als er selbst
- Sam Lloyd (Folge 2x21, 2x22 & 3x05) als Ted Buckland
- Danny Pudi (Folge 2x21) als Abed Nadir
- Zach Braff (Folge 3x05) als Pizzalieferant
- Robert Maschio (Folge 3x05) als Freund der aus dem Garten kommt
- David Arquette (Folge 3x15) als Daniel
- Michelle Williams (Folge 4x01) als Lauries Pflegeschwester
- Tippi Hedren (Folge 4x15) als sie selbst
- Matthew Perry (Folge 5x02) als Sam
- Cindy Crawford (Folge 6x10) als sie selbst

## Produktion & Ausstrahlung
Der Produzent der Serie Bill Lawrence und Darstellerin Christa Miller (Ellie Torres) sind verheiratet. Beide arbeiteten bereits in Lawrence vorheriger Serie Scrubs – Die Anfänger zusammen.
Auch wenn die Serie in Florida spielt, wird sie in Culver City, Kalifornien, produziert.

### Vereinigte Staaten
Die Serie wurde erstmals am 23. September 2009 auf dem US-Sender ABC ausgestrahlt. Am 8. Oktober 2009 wurden weitere Folgen Cougar Town durch ABC bestellt, die erste Staffel umfasst insgesamt 24 Episoden. Zunächst startete die Serie in den USA mit etwa elf Millionen Zuschauern. Binnen 14 Episoden hatte die Serie knapp die Hälfte eingebüßt und erreichte lediglich noch sechs Millionen Zuschauer. Am 12. Januar 2010 hat ABC eine zweite Staffel Cougar Town bestellt, die ab dem 22. September 2010 ausgestrahlt wurde. Zwischen dem 9. Februar und dem 6. April 2011 pausierte Cougar Town, um der neuen Serie Mr. Sunshine Platz zu machen. Die restlichen acht Folgen wurden im April und Mai 2011 gesendet.
Am 10. Januar 2011 verlängerte ABC die Serie um eine dritte Staffel. Die ursprünglich mit 22 Folgen bestellte dritte Staffel wurde im November 2011 durch ABC auf einen Umfang von 15 Folgen reduziert. Die Ausstrahlung dieser dritten Staffel erfolgt vom 14. Februar bis zum 29. Mai 2012. Aufgrund der weiter fallenden Einschaltquoten in der dritten Staffel, wechselt die Serie mit dem Beginn der vierten Staffel zum Kabelsender TBS. Die Ausstrahlung der vierten Staffel erfolgt seit dem 8. Januar 2013. Am 25. März 2013 gab TBS die Verlängerung um eine fünfte Staffel bekannt, die aus 13 Episoden bestehen soll. Die Ausstrahlung erfolgte vom 7. Januar bis zum 1. April 2014. Die sechste und letzte Staffel der Serie startete am 6. Januar 2015.

### Österreich
Der österreichische Sender ORF 1 strahlte die erste Staffel der Serie vom 19. Juli bis zum 11. Oktober 2010 aus. Die zweite Staffel wurde vom 27. Juni bis zum 5. September 2011 in Doppelfolgen ausgestrahlt. Die Ausstrahlung der dritten Staffel begann am 1. Oktober 2012.

### Deutschland
In Deutschland strahlte Sat.1 die erste Staffel der Serie vom 25. Juli bis zum 19. Dezember 2010 aus. Die letzten beiden Folgen blieben dabei unausgestrahlt. Die Serie startete mit etwa 2 Millionen Zuschauern. Auch hier büßte die Serie innerhalb kurzer Zeit einen Teil ihrer Zuschauer ein. Bereits eine Woche nach Sendestart lag die Anzahl der Zuschauer nur noch bei 1,48 Millionen. Insgesamt erreichten die ausgestrahlten Folgen der ersten Staffel einen Marktanteil von 9,7 Prozent in der werberelevanten Zielgruppe.
Vom 22. Juni 2011 an lief die Serie in Doppelfolgen im Programm von ProSieben. Zunächst wurden die zwei noch ausstehenden Episoden der ersten Staffel gezeigt, die zweite Staffel folgte dann ab dem 29. Juni 2011. Aufgrund der verhaltenen Einschaltquoten mit u. a. unter einer Million Zuschauern am 6. Juli 2011, verschob ProSieben die Serie ab dem 20. Juli auf einen späteren Sendeplatz. Da die Reichweiten weiterhin nicht überzeugen konnten, sendete ProSieben sowohl am 24. als auch am 31. August je drei der letzten sechs Folgen der zweiten Staffel in der Nacht zu Donnerstag. Im Verlauf der Ausstrahlung auf ProSieben sahen im Durchschnitt 0,64 Millionen Zuschauer, 5,0 Prozent des Gesamtpublikums, zu, während der Ausstrahlung verlor man 1,1 Prozentpunkte. In der werberelevanten Zielgruppe der 14- bis 49-Jährigen waren es 0,57 Millionen Zuschauer und damit auch lediglich 9,3 Prozent, während das Vorprogramm im Schnitt auf 11 Prozent Marktanteil kam.
Die dritte Staffel wurde ab dem 10. März 2013 auf dem Sender sixx gezeigt.

### Schweiz
In der Schweiz strahlte 3+ die erste Staffel der Serie vom 21. August bis zum 30. Oktober 2010 aus. Am Premierentag wurden die ersten vier Folgen gezeigt, danach lief die Serie in Doppelfolgen. Die zweite Staffel wurde ab dem 2. Juli 2011 ebenfalls in Doppelfolgen jeweils samstags und sonntags ausgestrahlt.

## Titel
Cougar ist Englisch und heißt auf Deutsch übersetzt Puma. Umgangssprachlich heißt Cougar im Englischen aber auch: eine ältere Frau, die eine Beziehung zu einem wesentlich jüngeren Mann hat oder sucht. Da es im ersten Teil der ersten Staffel auch darum ging, entschied man sich bei der Produktion für diesen Titel. Bereits im Vorfeld der Produktion der zweiten Staffel wurde über eine Titelanpassung der Fernsehserie nachgedacht. Zunächst entschied man sich jedoch aus Vermarktungsgründen gegen einen neuen Titel. Lawrence kündigte an, den Titel zum Start der dritten Staffel im Herbst 2011 zu ändern, eine Änderung erfolgte jedoch nicht mehr.
In der ersten Staffel ist im Trailer nur zu sehen: Welcome to Cougar Town. Dies änderte ab der sechsten Episode der zweiten Staffel, wo Bill Lawrence immer unterschiedliche Sätze verwendet, die sich meistens über den Titel der Serien lustig machen, wie zum Beispiel in der sechsten Episode der zweiten Staffel: Titles Are Hard.

## DVD-Veröffentlichung
In den USA erschien die erste Staffel am 17. August 2010 auf DVD. In Deutschland ist sie am 15. April 2011 erschienen. Staffel 2 folgte am 30. August 2011 in den USA und ist am 15. Dezember 2011 auch in Deutschland erschienen. Die dritte Staffel ist in Großbritannien einschließlich des deutschen Synchrontones veröffentlicht worden, in Deutschland wurden nach der zweiten keine weiteren Staffeln herausgebracht. Auf der französischen Veröffentlichung der Staffel 4 von ABC Studios aus 2014  finden sich die deutsche Tonspur und deutsche Untertitel.

## Auszeichnungen und Nominierungen
Nominierungen
- 2010: Golden Globe Award/Beste Serien-Hauptdarstellerin – Komödie oder Musical: Courteney Cox
- 2010: People’s Choice Award: Favorite New TV Comedy
- 2014: People’s Choice Award: Favorite Cable TV Comedy & Favorite Cable TV Actress: Courteney Cox

## Trivia
- In Folge 13 der ersten Staffel, läuft die Comedyserie Scrubs – Die Anfänger, welche ebenfalls von Bill Lawrence produziert wurde, im Fernsehen.
- In Folge 13 der zweiten Staffel fragt Jules in einem Gespräch mit Barb, ob sie denn erst ihren Namen wechseln müsse, bevor man sie nicht mehr für eine Cougar halten würde. Dabei handelt es sich um eine Anspielung auf die Überlegungen den Titel der Serie zu ändern.
- In Folge 18 und 20 der zweiten Staffel tritt Lou Diamond Phillips (als er selbst) auf. In Folge 18 kauft er selbstgemachten Schmuck von Grayson. In Folge 20 wird er das Werbegesicht vom Spiel „Münzen versenken“ welches Bobby erfunden hat und gemeinsam mit Laurie und Andy verkaufen will.
- In Folge 21 und 22 der zweiten Staffel kommt Ted Buckland aus Scrubs vor. Er erwähnt seine Freundin Gooch, die ihn für Hooch verlassen hat, welche beide ebenfalls in der Serie Scrubs vorkommen.
- Ebenfalls in Folge 21 der zweiten Staffel hat Abed aus Community einen Auftritt als Zuhörer im Hintergrund.
- In Folge 5 der dritten Staffel ist Ted Buckland aus Scrubs wieder zu sehen. Am Ende der Episode fühlt er sich an sein früheres Leben erinnert, da Angie genauso aussieht wie Elliot Reid aus Scrubs (beide gespielt von Sarah Chalke). Neben Ellie (in Scrubs: Jordan) tritt auch Jules’ Vater Chick (in Scrubs Teds Alptraum-Chef Bob Kelso) auf und sorgt für einen Riesenschreck. Genau in dem Moment kommen der Poolmann (The Todd), gespielt von Robert Maschio, und der Pizzabote, gespielt von Zach Braff, herein. Beide haben in der Serie Scrubs mitgespielt. Außerdem erhält ab der 2. Staffel Bob Clendenin die Rolle von Tom. Er ist ebenfalls aus Scrubs bekannt (Dr. Zeltzer).
- In Folge 10 der 3. Staffel stellt sich heraus, dass Roger Frank, gespielt von Barry Bostwick, der Bürgermeister der fiktiven Stadt Gulf Haven ist. Bostwick spielte in der Serie Chaos City New Yorks Bürgermeister.
- In Folge 14 der 4. Staffel muss Chick zum Arzt und auf dem Schild sind die Namen der Ärzte Dorian, Turk, Reid, Kelso und Cox zu lesen (Hauptcharaktere in Scrubs). Außerdem wird sein Arzt von Frank Encarnacao gespielt, der in Scrubs als Dr. Mickhead auftritt.
- Mehrere Darsteller aus der Serie Friends haben Gastrollen (erste Serie Courtney Cox’, durch welche sie auch berühmt wurde).